# Audacious-Klasse (1946)
Die Audacious-Klasse war eine Klasse von zwei Flugzeugträgern der britischen Marine, die von 1955 bis 1978 in Dienst stand.

## Geschichte
Vier Schiffe der Klasse wurden zwischen 1942 und 1943 auf Kiel gelegt, die HMS Africa (D06), HMS Ark Royal (91), HMS Audacious (D29) und die HMS Eagle (94). Nach Ende des Zweiten Weltkrieges wurden nur zwei Schiffe fertiggestellt.
HMS Eagle (94)

Die ursprüngliche Eagle wurde im August 1942 bei Swan, Hunter & Wigham Richardson in Newcastle upon Tyne auf Kiel gelegt. Im Dezember des Jahres wurde sie zu Vickers überführt, dann aber im Januar 1946 abbestellt.
HMS Africa (D06)

Dieses Schiff wurde am 12. Juli 1943 bei der Fairfield Shipbuilding & Engineering Co. in Govan bestellt und sollte dann zu der neuen Malta-Klasse umgebaut werden. Die Abbestellung erfolgte am 15. Oktober 1945.
Audacious (D29) / Eagle (R05)

Die spätere Eagle wurde als Audacious (D29) im Jahr 1942 bei Harland & Wolff, Belfast auf Kiel gelegt. Nach dem Verlust der Eagle von 1924 und der Abbestellung der Eagle der Audacious-Klasse erhielt dieses Schiff den Traditionsnamen. Es lief 1946 von Stapel und ging im Oktober 1951, neun Jahre nach Bestellung in Dienst. Sie wurde 1972 außer Dienst gestellt.
Irresistible / Ark Royal (R09)

Die Ark Royal erhielt den Traditionsnamen nach dem Verlust der Ark Royal von 1938. Sie wurde 1943 bei Cammell, Laird & Company in Birkenhead auf Kiel gelegt, 1950 vom Stapel gelassen und 1955 in Dienst gestellt. Als letztes Schiff verblieb sie bis 1978 in Dienst.
Die zwei Schiffe variierten sehr stark, weil sie auf verschiedenen Werften gebaut wurden und der Bau unterschiedlich schnell vonstattenging. Eigentlich bildete jedes Schiff seine eigene Unterklasse. Auch während der Dienstzeit waren beide Schiffe starken Veränderungen unterworfen.

### Bau
Das erste Schiff, die ursprüngliche Eagle wurde 1942 auf Kiel gelegt, bis 1943 folgten ihre Schwesterschiffe. Mit dem Ende des Zweiten Weltkriegs wurden die Arbeiten zunächst eingestellt und im Oktober 1945 (Africa) sowie im Januar 1946 (erste Eagle) zwei der Schiffe gestrichen.
Nach der Wiederaufnahme der Bauarbeiten lief die (zweite) Eagle am 18. März 1946 vom Stapel, die Indienststellung bei der britischen Marine erfolgte am 5. Oktober 1951.
Die Ark Royal kam am 3. Mai 1950 vom Stapel, die Fertigstellung dauerte jedoch noch bis zum 25. Februar 1955, als die Ark Royal in Anwesenheit von Königin Elisabeth II. in Dienst gestellt wurde.

### Einsatz
Der Einsatz der Schiffe war von vielen Überholungen gekennzeichnet, die Eagle wurde von Juni 1954 bis Februar 1955 modernisiert, sie erhielt ein leicht abgewinkeltes Flugdeck. Nach der Modernisierung wurde sie ins Mittelmeer verlegt, wo sie 1956 an den Kampfhandlungen während der Sueskrise beteiligt war.
Für die Ark Royal stand 1956 schon die erste Überholung an, bei der die vorderen Geschütze entfernt wurden, da diese die Flugoperationen an Deck behinderten.
Am 11. Mai 1959 wurde die Eagle außer Dienst gestellt und ging im Oktober in Devonport ins Dock, wo sie bis 1964 grundlegend modernisiert und überholt wurde.
Bei der Ark Royal wurden 1959 bei einem weiteren Werftaufenthalt die übrigen zwei vorderen Geschütze entfernt. Bei einem weiteren Werftaufenthalt 1964 wurden dann alle Geschütze entfernt und neue Radaranlagen an Bord eingebaut. Zwischen 1966 und 1970 wurde der Träger während eines langen Dockaufenthalts für den Einsatz der F-4 Phantom vorbereitet, was bei der Eagle nicht geschah.

### Schicksal
Im Jahr 1972 kam das Aus für die Eagle, nachdem die britische Regierung beschlossen hatte, langfristig auf Überschallflugzeuge in der Royal Navy verzichten zu wollen. Die Eagle diente bis zur Außerdienststellung der Ark Royal am 4. Dezember 1978 als Ersatzteilspender.
Beide Schiffe wurden verschrottet, die Eagle ab Oktober 1978, die Ark Royal ab September 1980.

## Technik
Im Laufe der Einsatzzeit wurde der Rumpf und besonders das Flugdeck der beiden Schiffe durch verschiedene Umbauten verbreitert und die maximale Verdrängung erhöht.
Der Antrieb erfolgte durch vier Parsons-Getriebeturbinen, die ihre Kraft von insgesamt 152.000 PS an vier Wellen mit je einer Schraube abgaben. Die Turbinen erhielten ihren Dampf aus acht Dreitrommelkesseln von Admiralty. Die Höchstgeschwindigkeit lag bei 31,5 Knoten, die Reichweite betrug 6000 Seemeilen mit 6096 Tonnen gebunkertem Schweröl bei 24 Knoten Geschwindigkeit.
Die ursprüngliche Flugabwehrbewaffnung aus 16 4,5-Zoll-Geschützen und 20 40-mm-Bofors-Geschützen wurde im Laufe der Jahre reduziert, die schweren Geschütze wurden zugunsten leichter 20-mm-Maschinenkanonen ausgebaut. 1964 wurden bei beiden Schiffen alle Geschütze entfernt und die Vorbereitungen für die Installation von Sea-Cat-Luftabwehrraketen getroffen, diese wurden jedoch nie eingebaut.

### Flugzeuge

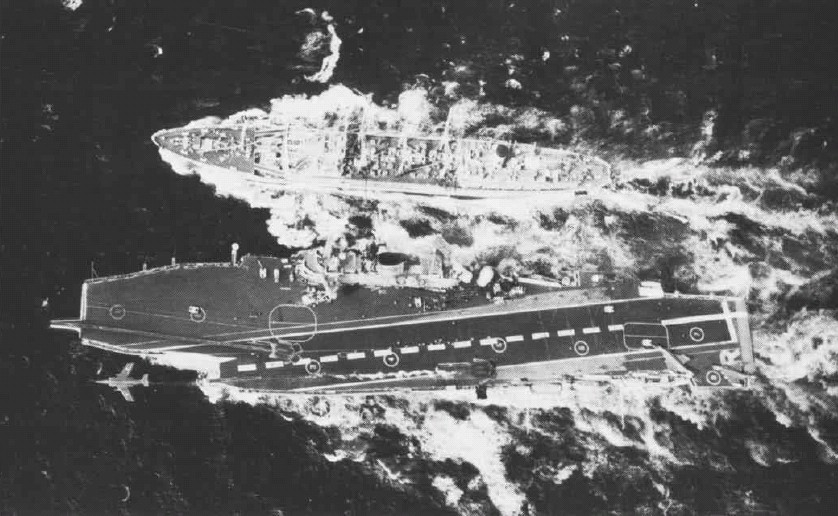
Die Ark Royal von oben im Jahr 1970

- Blackburn Buccaneer S2
- De Havilland DH.110 Sea Vixen
- De Havilland Sea Venom
- Douglas Skyraider AEW
- Fairey Gannet
- Grumman Avenger
- Hawker Sea Hawk
- McDonnell Douglas Phantom F-4K
- Supermarine Scimitar
- Westland Dragonfly
- Westland Sea King
- Westland Wessex
- Westland Wyvern

## Einheiten
| Kennung | Name         | Werft                                                 | Bestellung    | Kiellegung  | Stapellauf | Indienststellung | Außerdienststellung | Verbleib                                                                  |
| ------- | ------------ | ----------------------------------------------------- | ------------- | ----------- | ---------- | ---------------- | ------------------- | ------------------------------------------------------------------------- |
| 94      | HMS Eagle    | Swan, Hunter & Wigham Richardson, Newcastle upon Tyne |               | August 1942 |            |                  |                     | Im Januar 1946 abbestellt                                                 |
| D06     | HMS Africa   | Fairfield Shipbuilding & Engineering Co., Govan       | 12. Juli 1943 |             |            |                  |                     | Am 15. Oktober 1945 abbestellt                                            |
| D29     | Audacious    | Harland & Wolff, Belfast                              |               | 1942        | 1946       | Oktober 1951     | 1972                | umbenannt in Eagle (R05)                                                  |
| 91      | Irresistible | Cammell, Laird & Company, Birkenhead                  |               | 1943        | 1950       | 1955             | 1978                | nach Versenkung der Ark Royal am 13. November 1941 in Ark Royal umbenannt |